# Играње улога
Играње улога је увежбавање понашања које може бити неопходно у одређеним ситуацијама како би се испунила очекивања других или остварио неки лични, стручни или друштвени циљ. Играње улога се користи и у терапијске сврхе као техника самоосвешћивања и разумевања себе и других. Технику играња улога за потребе психодраме, развио је 1920. Јакоб Морено. Као Role Play Games (РПГ) постоји специфичан жанр друштвених и компјутерских игара путем којих се играчи стављају у улоге ликова из епске фантастике или научне фикције.
Рол плејинг је играње улога. Може се користи за увежбавање понашања како би се испунила очекивања или постигао циљ. Играње улога се може користити и у терапеутске сврхе ради понављања искуства из прошлости, али и стављања особе у другу улогу. Играњем улоге социјални радници често помажу клијентима да увежбавају стварне ситуације. Своју употребу има у различитим аспектима групног рада, образовању деце и менаџера и помагању појединцима да тестирају одређено понашање.